# Rudy Doliscat
Rudy Doliscat, né le 16 novembre 1967 à Port-au-Prince, Haïti, est un ancien joueur international canadien de soccer ayant évolué au poste de défenseur.

## Biographie
Il a commencé sa carrière professionnelle, en 1990 avec le Supra Montréal pendant trois saisons. Il rejoignit l'Impact de Montréal à sa création en 1993.
Après sa carrière de joueur il fut l'entraineur de l'équipe du Canada de soccer lors des Jeux de la Francophonie en 2005 au Niger. Il est aujourd’hui adjoint au directeur technique à la Fédération de soccer du Québec et analyste pour le soccer sur RDS.